# کاس کاسکیا (ایلینوی)
کاس کاسکیا (به انگلیسی: Kaskaskia) یک منطقهٔ مسکونی در ایالات متحده آمریکا است که در شهرستان رندولف، ایلینوی واقع شده‌است. کاس کاسکیا ۰٫۲۸ کیلومتر مربع مساحت و ۱۴ نفر جمعیت دارد.